# Bucherser Bach
Der Bucherser Bach (tschechisch Pohořský potok) ist ein linker Zufluss der Schwarzau (tschechisch Černá) im Gratzener Bergland, Tschechien.
Die Quelle des Bucherser Bachs bildet das Dreiländereck zwischen Böhmen, Niederösterreich und Oberösterreich, das durch eine alte Grenzsäule gekennzeichnet ist. Sie befindet sich bei der Wüstung Šance (Schanz) am Nordwesthang des Sepplberges (1004 m) in 980 m Höhe. Auf den ersten hundert Metern unterhalb der Grenzsäule fließt der Bach entlang der österreichisch-tschechischen Staatsgrenze, bevor er nordwärts vollständig auf tschechisches Gebiet weiterfließt.
Die nordöstlich des Kamenec (Steinbergs) befindliche Feuchtwiesen- und Moorlandschaft wurde 1992 zum Naturreservat „Quellgebiet des Pohořský potok“ mit 72 ha Ausdehnung erklärt. Der Bach fließlich nördlich bis Pohoří na Šumavě (Buchers), wo er sich mit zwei weiteren kleineren Quellbächen vereinigt. Von dort geht sein Lauf nach Nordwesten durch den Georgenteich (Jiřická nádrž bzw. Pohořský rybník) und weiter über Baronův Most (Baronbrücke), Leopoldov (Leopoldsdorf), Uhliště (Kohlstätten), Terčí Dvůr (Theresienhof), Pivonice (Piberschlagl), Pohorská Ves, Rapotice (Rappetschlag) und Radčice, bis er nach 23,3 km westlich von Benešov nad Černou am Mlýnsky vrch in die Černá (Schwarzau) mündet.
Der Bucherser Bach ist der größte Zufluss der Schwarzau. Sein Einzugsgebiet beträgt 53,578 km².

## Geschichte
Der Bach, dessen Name 1524 erstmals mit Pohorzie genannt wurde, floss zu jener Zeit durch die dichten Buchenwälder des Fagosilvanum. 1693 ließ Philipp Emanuel Graf Buquoy auf Gratzen beim späteren Ort Schanz die erste Waldglashütte errichten, der später weitere folgten. Im 18. Jahrhundert erfolgte die Besiedlung des Tales und der Bach wurde zur Holzflößerei hergerichtet. Dazu entstanden der Georgenteich als Wasserreservoir und der Schwemmplatz in Leopoldsdorf.
Nach dem Fall des Eisernen Vorhangs wurde der abgelassene Georgenteich repariert und wieder angestaut.